# Court (Sport)
Court (englisch für Hof) ist die Bezeichnung des Spielfeldes für bestimmte Sportarten.
Die Bezeichnung wird auch in der deutschen Sprache für die Spielfelder von Sportarten wie Tennis, Badminton, Basketball, Beachvolleyball, Squash oder Racquetball verwendet. Dabei kann es sich sowohl um freie Spielfelder (wie beim Tennis) als auch um mit Mauern umschlossene Räume (wie beim Squash) handeln. 
Der Begriff Centre Court bezeichnet den Hauptplatz einer solchen Anlage. Der Begriff stammt aus dem Tennissport: Beim Turnier von Wimbledon befand sich der Platz, auf dem das Finale ausgespielt wurde, bis 1922 inmitten der anderen Plätze.